# Ilyès Karamosli
Elyes Karamosly (in arabo إلياس القرمصلي‎?; Tunisi, 22 agosto 1989) è un pallavolista tunisino.
Gioca nel ruolo di schiacciatore nell'Espérance Sportive de Tunis.

## Palmarès

### Club
- Coppa di Tunisia: 2

2010, 2014
- Supercoppa Tunisina: 1

2009
- Campionato Africano: 1

2014
- Coppa Arabo: 1

2014

### Nazionale (competizioni minori)
- Campionato africano 2013
- Giochi del Mediterraneo 2013
- Campionato arabo 2012
- XIX Kazakhstan President's Cup International Tournament: 2012
- Rashid International Cup Dubai: 2012
- Rashid International Cup Dubai: 2010
- Campionato africano under 21 2008

### Premi individuali
- 2010 - Rashid International Cup: Miglior realizzatore
- 2012 - Rashid International Cup: Miglior servizio
- 2014 - Campionato africano per club 2014: Miglior ricevitore
- 2014 - Campionato africano per club 2014: MVP